# 郭大诚 (武定侯)
郭大诚，明初軍事將領郭英八世孙，第八位武定侯。
他是武定侯郭守乾嫡长子，母武定侯夫人谭氏。新宁伯谭纶外孙。有同母姐妹一人，异母弟郭大训、郭大评。嘉靖三十九年（1560年），父亲郭守乾逝世:78，80。嘉靖四十四年（1656年），郭大诚繼承武定侯爵位，掌本府事。